# Lelu
Pour les articles homonymes, voir Lelu.
Lelu est à la fois une île et une municipalité de Kosrae, un des États fédérés de Micronésie. Situé à proximité immédiate de Kosrae, la commune s'étend en partie sur l'île principale, où se trouve Tofol, la capitale de l'État. L'île elle-même est un site archéologique géant.

## Géographie

### Démographie
| 1925 | 1930 | 1935 | 1958  | 1967  | 1973  |
| ---- | ---- | ---- | ----- | ----- | ----- |
| 312  | 346  | 430  | 1 040 | 1 650 | 1 385 |

| 1980  | 1986  | 1994  | 2000  | 2010  | - |
| ----- | ----- | ----- | ----- | ----- | - |
| 1 995 | 2 425 | 2 404 | 2 591 | 2 160 | - |